# خسرو ریگی
خسرو ریگینماینده خاش در دوره نخست مجلس شورای اسلامی بود، که اعتبارنامه اش به تصویب نرسید.
ریگی با رای مردم در خاش به نمایندگی مجلس انتخاب شد اما با اعتراض در خصوص اعتبارنامه اش موضوع به کمیسیون تحقیق ارجاع داده شد. در ا ین کمسیون با بررسی ادعاهای انجام شده اعتبارنامه وی رد شد. ابراهیم یزدی محبر کمیسیون تحقیق در این مورد در جلسه ۱۳ دوره نخست مجلس شورای اسلامی در خصوص اعتبار نامه ریگی نتیجه گزارش کمیسیون را چنین می‌گوید:
 کمیسیون تحقیق بعد از استماع توضیحات آقای خسرو ریگی و گزارشات نمایندگان اعزامی به منطقه، با اکثریت آراء ابطال انتخابات خاش را تصویب نمود. دلایل ابطال انتخابات و رد صلاحیت آقای خسرو ریگی بشرح زیر است:
1. اعمال نفوذ هیئت نظارت که کلا از بستگان آقای ریگی بودند.
2. ایجاد جو تشنج و ناسالم و اعمال زور و ضرب و شتم برادر رقیب انتخاباتی که به گواهی پزشک بستری و نیمه مفلوج است.
3. اعمال نفوذ مسوولین شهرستان خاش که اکثر از بستگان نزدیک آقای ریگی می‌باشند.
4. تقلبات و تخلفات در انتخابات توسط بازرسان اعزامی که به تفصیل گزارش شده است.

ب- صلاحیت آقای ریگی، با توجه به بافت عشیره ای و خان خانی در خاش و عملکرد خوانین در گذشته با مردم و همکاری آنان با رژیم خائن و اینکه آقای خسرو ریگی خود از بستگان به این بافت می‌باشد و با توجه به اینکه نامبرده ۲۳ سال ساکن آمریکا بوده است و بدور از مصالح ایران به‌طور عام و مسائل و مشکلات مردم بلوچستان به‌طور خاص بوده‌اند و با توجه به موضع‌گیری ایشان در دانشگاه بلوچستان نسبت به انقلاب اسلامی یا در نظر گرفتن اظهار نظر شخصیت‌های مطلع و مورد وثوق در بلوچستان به صلاحیت نامبرده کمیسیون تحقیق رای به عدم صلاحیت نامبرده داده است.
در این دو جلسه خسرو ریگی به دفاع از خود پرداخته و در خصوص مخالفت خود و خانواده اش با خانواده پهلوی و همچنین بحث تز دکترایش در امور اقتصادی و انقلاب، و مبارزاتش در آمریکا علیه شاه و … سخن گفت و سپس استعفای خود را از نمایندگی مجلس اعلام می‌دارد. در جلسات مربوطه استعفای وی مورد پذیرش واقع نشده و حتی لاهوتی خواستار توقیف وی شد. در رای‌گیری نهایی از ۱۹۵ نماینده حاضر، موافق ۳۷نفر، مخالف ۹۸ نفر و ممتنع ۶۰ نفر بوده و به این ترتیب اعتبارنامه ریگی رد شد.